# Gaumont
Gaumont S.A. ist ein französischer Filmkonzern und das älteste heute noch tätige Filmproduktionsunternehmen der Welt.

## Erste Jahre

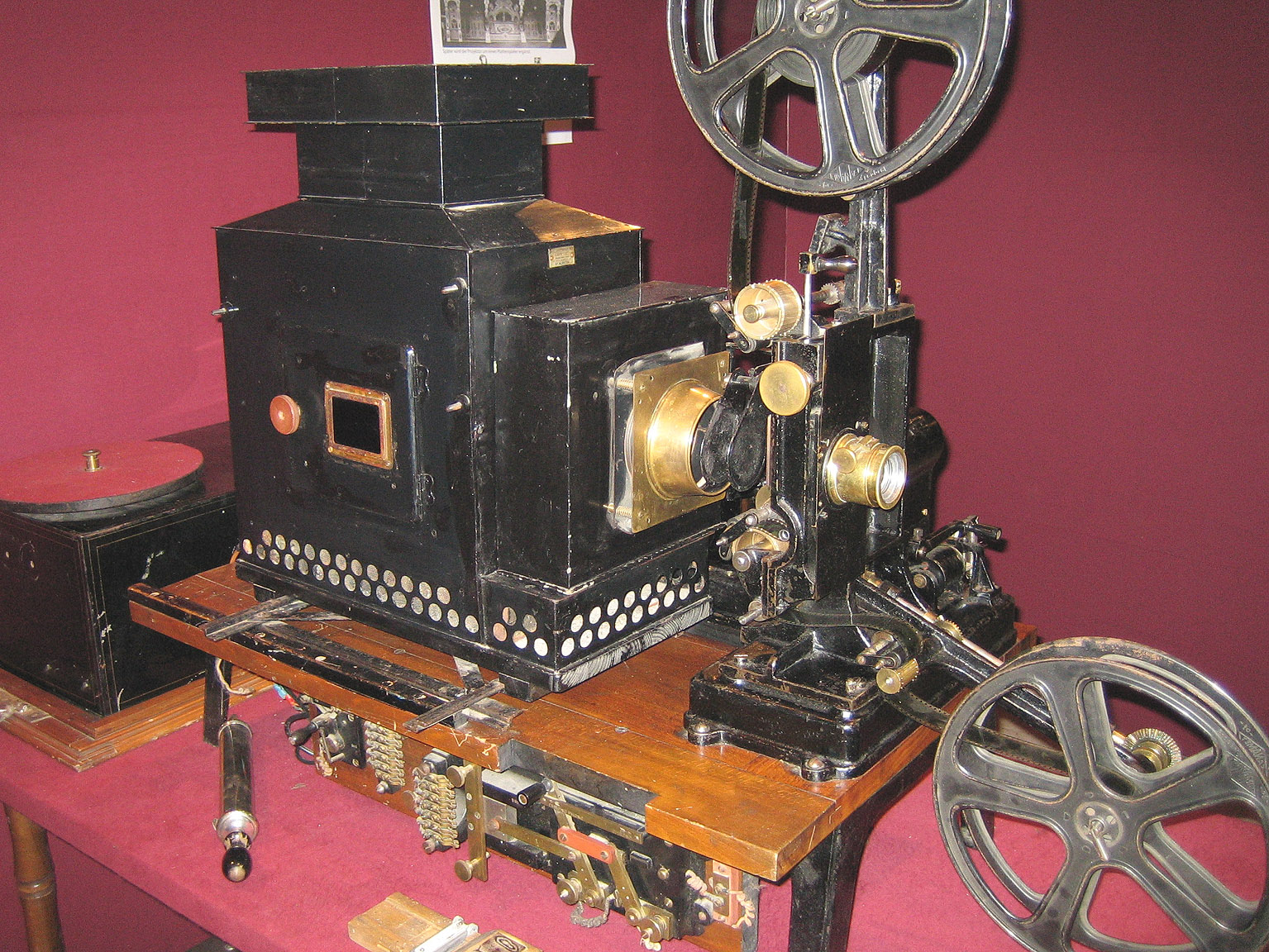
Ein Gaumont-Wanderprojektor aus dem Jahr 1899, heute im Kinoptikum Gaspoltshofen

1895 gründete der französische Filmpionier Léon Gaumont das Unternehmen Société L. Gaumont et compagnie, um fotografische Apparate zu bauen und zu vertreiben. Das Unternehmen brachte 1896 den Chronophotographe Demeny-Gaumont auf den Markt, eine Apparatur, die auf dem Prinzip der Chronofotografie basierte und sowohl als Filmkamera, als auch als Projektor eingesetzt werden konnte.
Gaumont stieg in die Filmproduktion ein. Alice Guy-Blaché, ursprünglich Gaumonts Sekretärin, wurde ab 1897 die künstlerische Leiterin des Unternehmens und Regisseurin fast aller bei Gaumont produzierten Filme, wobei Ferdinand Zecca ihr oft als Assistent zur Seite stand. Unter Guy-Blachés Ägide entwickelte sich erstmals ein filmischer Stil, der über das reine Abfilmen von Straßensituationen hinausging, sondern den filmischen Raum strukturierte (Mise-en-scène). Ihr folgten Regisseure wie Louis Feuillade, der die Fantômas-Serie für Gaumont realisierte, Jacques Feyder, Marcel L’Herbier oder Claude Autant-Lara.

## Expansion
Léon Gaumont experimentierte mit den Möglichkeiten, einen Tonfilm herzustellen, und erfand 1902 das Chronophon, eine Apparatur, mit der die Bilder eines Films mit dem Ton eines Plattenspielers synchronisiert werden konnten. Ab 1908 wurden so kurze Sprech- und Opernfilme produziert. 1906 wurde das Unternehmen in die Société des établissements Gaumont umbenannt und expandierte enorm. Es erbaute Filmstudios, Entwicklungslabors und Kinos. Gaumont wurde somit zum schärfsten Konkurrenten von Pathé.
1908 brachte Gaumont die Wochenschau Gaumont actualités heraus. Im gleichen Jahr veröffentlichte sie ihren ersten Zeichentrickfilm Fantasmagorie, realisiert vom Zeichner Émile Cohl. Gaumont zollte der Bewegung des Film d’Art ihren Tribut mit der von Feuillade zwischen 1911 und 1913 geschaffenen Filmreihe Das Leben, wie es ist. Kennzeichnend war ein realistischer Stil, der sich gegenüber den ansonsten überwiegend theatralischen Produktionen abhob.

## Niedergang nach dem Ersten Weltkrieg
Der Erste Weltkrieg führte zum Niedergang der französischen Filmproduktion. Der Markt wurde zum Großteil mit amerikanischen Filmen bedient. Gaumont geriet in Geldnot, worauf sich MGM einkaufte. Gaumont verlieh nun die MGM-Filme in Frankreich und zeigte diese geschäftliche Verbindung auch in ihrem neuen Namen Gaumont Metro Goldwyn an. Die Zusammenarbeit endete 1929. Léon Gaumont setzte sich zur Ruhe; seine Anteile an dem Unternehmen kauften die Société des Établissements L. Aubert und die Franco Film. Die neu entstandene Gaumont Franco Film Aubert setzte die begonnene Arbeit fort, eigene Kinos zu bauen und Filme zu produzieren, Neben dem Hauptgeschäft mit Komödien entstanden bei der Gaumont Franco Film Aubert aber auch Filmklassiker wie Jean Vigos Betragen ungenügend (1933) und Atalante (1934). Die Gesellschaft ging in Konkurs, wurde formell aufgelöst und ging 1938 in Staatseigentum über.

## Neuorientierung nach dem Zweiten Weltkrieg
Unter dem Namen Société Nouvelle des Établissements Gaumont übernahm das Unternehmen überwiegend Verleihaufgaben, bis 1961 wieder zwei neue Produktionssparten entstanden, Gaumont International und Gaumont Industrie. Nicolas Seydoux wurde 1975 neuer Haupteigner. Unter seiner Ägide wurde der Unternehmensname (Firma) auf Gaumont reduziert und das Unternehmen expandierte erneut. In den 1970er- und 1980er-Jahren arbeiteten viele prestigeträchtige Regisseure wie Bergman, Fellini und Visconti für Gaumont. Eine schwere Krise entstand 1983 durch hohe Verluste der Gaumont-Filiale in Rom.

## Gaumont im Ausland

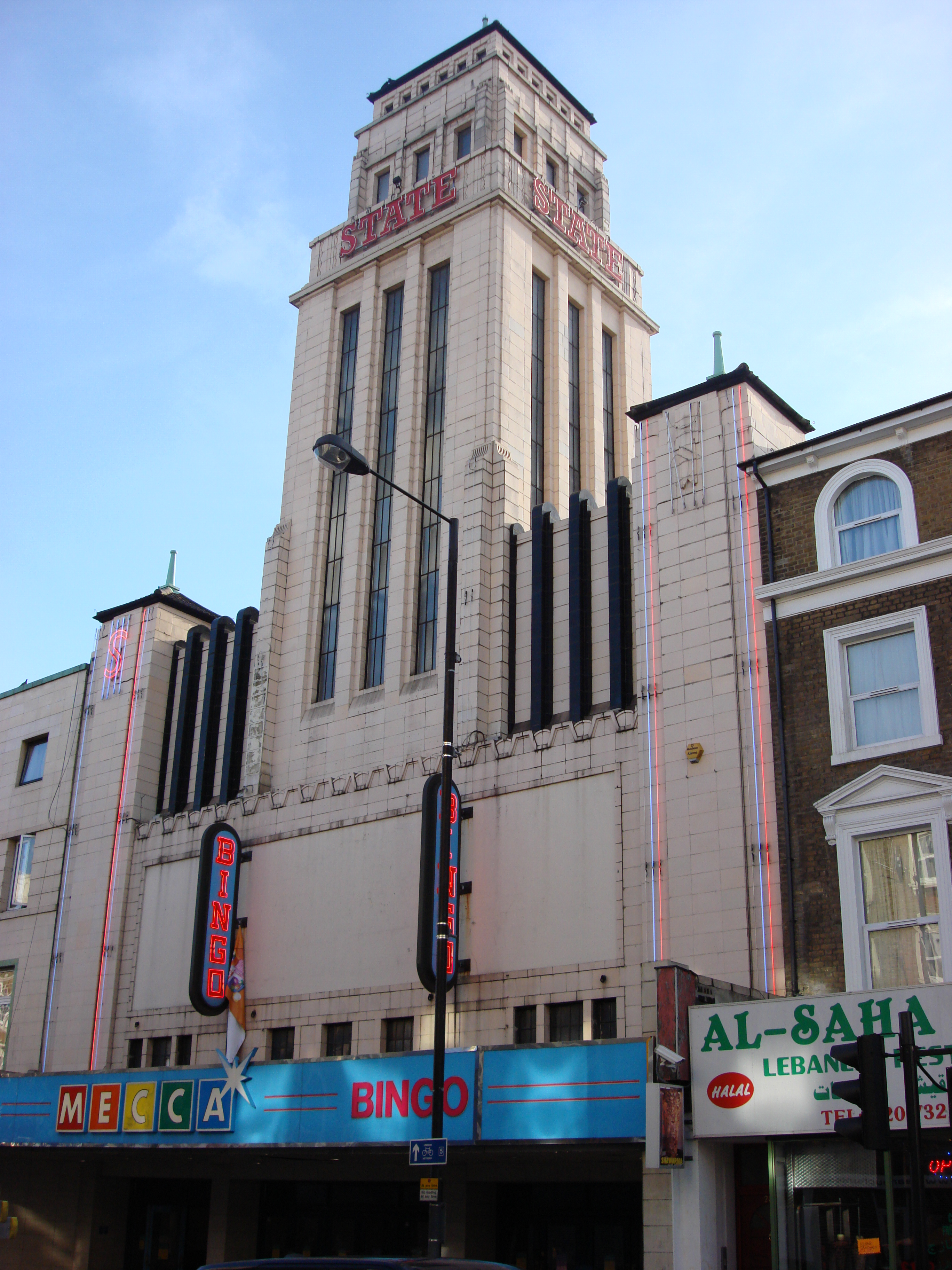
Das ehemalige Gaumont State Cinema in Kilburn, eröffnet 1937 und mit 4.004 Plätzen damals einer der größten Kinosäle Europas

Gaumont expandierte bereits in den 1910er-Jahren ins Ausland, unter anderem nach Russland und in die USA. In England wurde das Tochterunternehmen Gaumont Film Company gegründet, aus der 1927 schließlich nach der Abnabelung von dem französischen Mutterunternehmen die Gaumont-British wurde. Unter der Leitung von Michael Balcon schloss sich 1932 die Gaumont-British mit der Gainsborough Pictures zusammen und brachte zum Beispiel 1934 den Dokumentarfilm Die Männer von Aran unter der Regie von Robert J. Flaherty heraus. Auch einige von Hitchcocks britischen Filmen, zum Beispiel Die 39 Stufen (1935), entstanden bei Gaumont. Nachfolger von Balcon wurde J. Arthur Rank, der sich bemühte, die inzwischen stark verschuldete Gesellschaft zu sanieren.
2018 wurde die Gaumont GmbH als deutsche Tochtergesellschaft mit Büros in Köln und Berlin gegründet. Geschäftsführerin ist zum 1. Juli 2018 die ehemalige Warner Bros. ITVP Fiction-Chefin Sabine de Mardt. Die Gaumont GmbH produziert u. a. die Netflix-Serie Barbaren, die Verfilmung des Bestsellers 9 Tage wach von Eric Stehfest (für ProSieben) sowie die Julia Durant ermittelt Folgen Kaltes Blut – Julia Durant ermittelt und Mörderische Tage – Julia Durant ermittelt bei SAT1.

## Gaumont heute
Das Unternehmen gliedert sich heute in die Kinokette Gaumont, die Filmproduktion Gaumont und die 1991 gegründete Fernsehproduktion Gaumont Télévision. Filme, Videos und DVDs werden über die Gaumont Buena Vista International und die Gaumont/Columbia/Tri-Star Home Video vertrieben. Die Cinémathèque Gaumont hat sich der Restaurierung alter Filmbestände verschrieben. Zur Verwertung historischer Filmmaterialien haben sich Gaumont und Pathé zu den Gaumont Pathé Archives zusammengeschlossen.
Gaumont wird von Nicolas Seydoux (Président), Sidonie Dumas (Directrice Générale) und Christophe Riandee (Directeur Général Adjoint) geleitet.